# Brzetysław I
Brzetysław I (cz. Břetislav I.; ur. najwcześniej przed połową 1002, zm. 10 stycznia 1055) – książę Czech od 1035 z dynastii Przemyślidów.

## Życiorys
Był synem Oldrzycha i jego drugiej żony Bożeny. Data urodzenia Brzetysława I nie jest znana. Kronikarz Kosmas z Pragi opisał je pod rokiem 1002, ale pod tą datą opisał zdobycie Pragi przez Polaków oraz oślepienie Bolesława III Rudego. Czeski historyk Vaclav Novotny datował narodziny Brzetysława I na rok 1005; inni badacze skłaniają się do około 1012 roku.

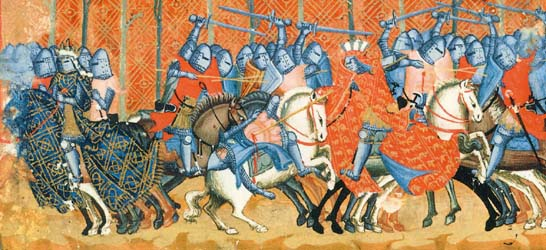
Bitwa pod Brůdkiem między Henrykiem III, a Brzetysławem I w 1040 roku (iluminacja z kroniki Dalimila)

Podczas rządów swego ojca, księcia Oldrzycha (Udalryka), władał Morawami w latach 1025–1031. Wykorzystując sytuację wewnętrzną Polski (trwające bezkrólewie), w 1038 zbrojnie najechał Polskę, rabując ogromne bogactwa. Złupił on Małopolskę (Kraków) i Wielkopolskę niszcząc siedzibę biskupią w Poznaniu. Ze zdewastowanej stolicy kraju - Gniezna w 1039 wywiózł do Pragi relikwie św. Wojciecha, Gaudentego i pięciu eremitów, krzyż złoty ofiarowany przez Mieszka I, który ważył trzy razy tyle co on sam, złote tablice wysadzane klejnotami i wiele innych kosztowności. Jak pisał Gall Anonim: „I tak długo wspomniane miasta pozostawały w opuszczeniu, że w kościele św. Wojciecha Męczennika i św. Piotra Apostoła dzikie zwierzęta znalazły legowiska”. Ponadto żołnierze czescy zburzyli budowle sakralne w Poznaniu, a także splądrowali grobowiec tego władcy, czego dowodem była m.in. czeska moneta odnaleziona w ruinach. Brzetysław zrujnował również gród oraz kościół kamienny na wyspie Jeziora Lednickiego w Wielkopolsce. Z Giecza, którego ludność poddała się bez walki, przesiedlił licznych rzemieślników do Czech, do miejscowości zwanej odtąd Hedčany (od czeskiej nazwy Giecza – Hedeč). W drodze powrotnej przyłączył do Czech Śląsk i Małopolskę. Dwa lata później został pokonany przez cesarza Henryka III i zmuszony oddać Polsce Małopolskę i zapewne część Śląska oraz część zrabowanych dóbr. Podjął próbę utworzenia niezależnej organizacji kościelnej dla Czech, ale w 1041 wojska cesarza Henryka III wkroczyły do Pragi, uzyskując poparcie episkopatu i arystokracji. W takiej sytuacji Brzetysław musiał się poddać, złożyć hołd lenny cesarzowi i zwrócić zdobycze uzyskane w wyniku najazdu na Polskę. W 1050 polski książę Kazimierz I Odnowiciel odebrał Czechom prawie cały Śląsk.
W 1031 (lub według innych w 1029) poślubił porwaną przez siebie Judytę ze Schweinfurtu (czes. Jitka ze Svinibrodu), córkę Henryka, hrabiego Schweinfurtu z dynastii Ludolfingów. Miał z nią pięciu synów: Spitygniewa II, Wratysława II, Konrada I, Jaromira i Ottona I Pięknego. Dawniej sądzono, że po śmierci Brzetysława Judyta wyszła za mąż za króla Węgier Piotra Orseolo. Obecnie przyjmuje się jednak, że małżeństwo to jest wymysłem kronikarza Kosmasa tym bardziej, że Piotr zmarł prawdopodobnie w 1046.

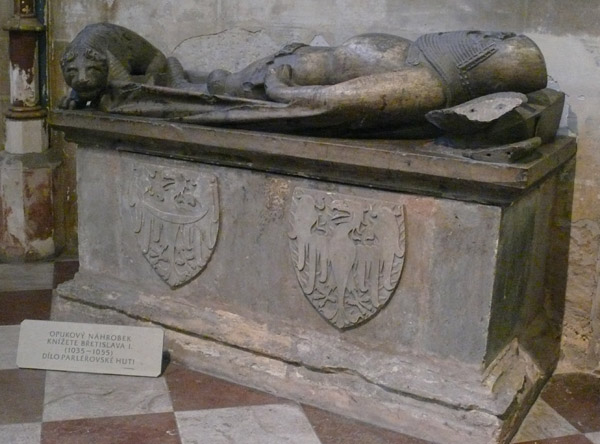
Nagrobek Brzetysława I w katedrze św. Wita

Brzetysław I, który zmarł w 1055, przed śmiercią uregulował sprawę następstwa tronu na zasadzie senioratu, co zapoczątkowało po jego śmierci rozbicie dzielnicowe Czech i Moraw oraz podział dynastii Przemyślidów na linię czeską i morawską.